# Turris Tamalleni
Turris Tamalleni (łac. Diocesis Turretamallensis) – stolica historycznej diecezji w Cesarstwie rzymskim w prowincji Byzacena, współcześnie w Tunezji. Obecnie katolickie biskupstwo tytularne.

## Biskupi tytularni
| Lp. | Biskup                  | Funkcja                                        | Od                  | Do                   |
| --- | ----------------------- | ---------------------------------------------- | ------------------- | -------------------- |
| 1   | Thomas Keogh            | emerytowany biskup Kildare-Leighlin (Irlandia) | 25 września 1967    | 22 maja 1969         |
| 2   | Francis John Dunn       | biskup pomocniczy Dubuque (USA)                | 1 czerwca 1969      | 17 listopada 1989    |
| 3   | Alphonse Liguori Chaupa | biskup pomocniczy Rabaul (Papua-Nowa Gwinea)   | 24 czerwca 2000     | 4 lipca 2003         |
| 4   | Paul Ponen Kubi         | biskup pomocniczy Mojmonszinho (Bangladesz)    | 24 grudnia 2003     | 15 lipca 2006        |
| 5   | Damián Bitar            | biskup pomocniczy San Justo (Argentyna)        | 4 października 2008 | 26 października 2010 |
| 6   | Linus Lee Seong-hyo     | biskup pomocniczy Suwon (Korea Południowa)     | 7 lutego 2011       | 21 grudnia 2024      |